# Kugelpanzer
Kugelpanzer là một mẫu thiết kế xe tăng của Đức Quốc xã trong thế chiến II.Nó là một trong những phương tiện bọc giáp kỳ lạ nhất từng được thiết kế.
Chỉ có một mẫu tăng do thám thuộc loại Rollzeug còn lại ở bảo tàng Kubinka, Nga-nằm trong tập hợp những chiếc xe tăng Đức.Kugelpanzer được liệt kê với tên gọi Item #37 và sơn màu xám.Dựa vào những mảnh rớt, thiết bị lái đã bị lược bỏ và không có mẫu sắt nào được cho phép lấy đi từ Kugelpanzer.

## Lịch sử phát triển

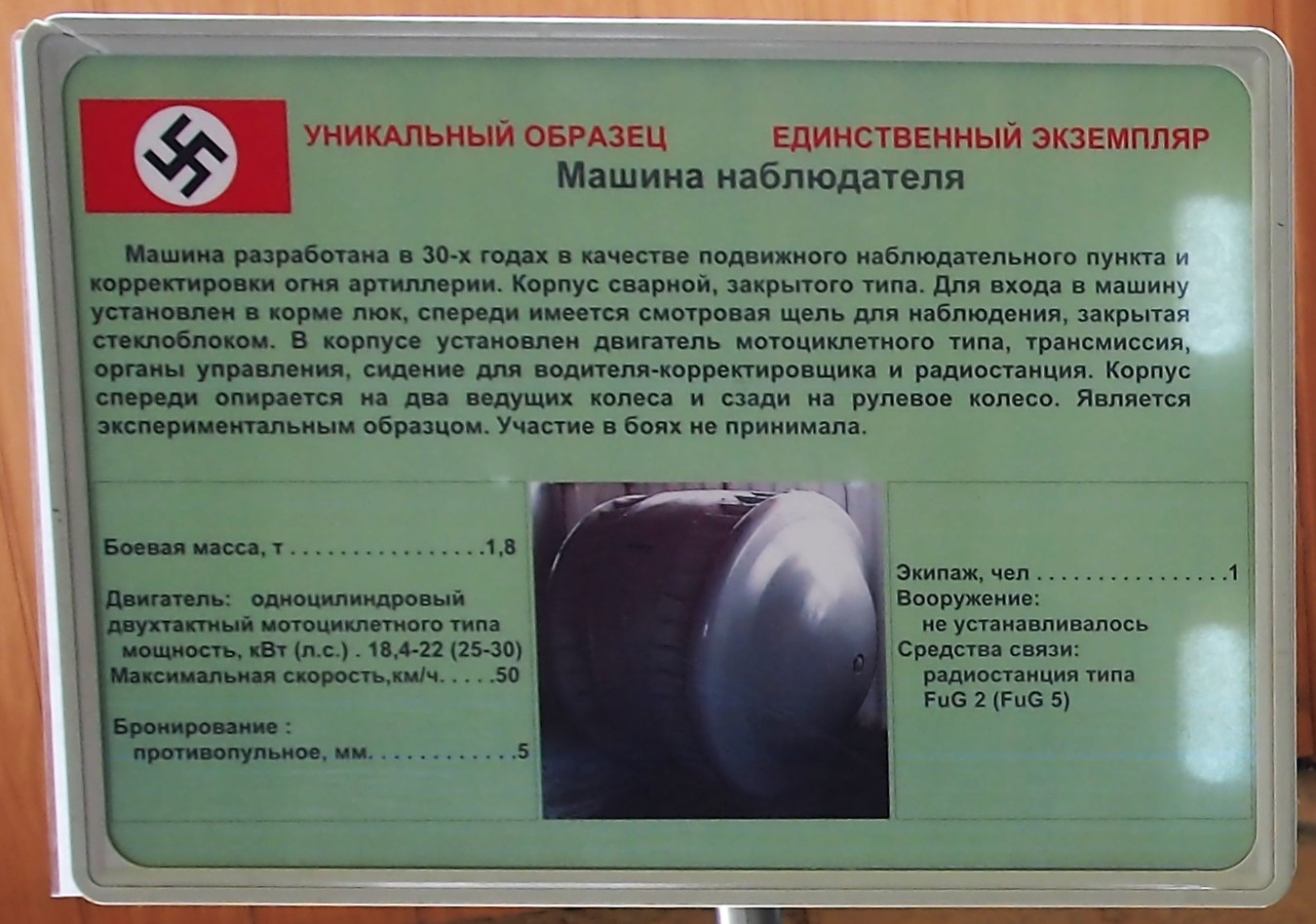
Thông tin về Kugelpanzer bằng tiếng Nga

Không có tài liệu rõ ràng về loại phương tiện này cũng như lịch sử thiết kế, nhưng có 5 sự kiện được cho là thực sự chắc chắn:
- Nó là phương tiện chiến đấu của quân đội Đức-được thuyên chuyển cho lực lượng Nhật Bản
- Nó là xe do thám hạng nhẹ
- Nó bị tịch thu bởi quân đội Liên Xô vào năm 1945 ở Manchuria
- Nó có giáp thân dày 5 li
- Nó có động cơ 2 chu kỳ với 1 xy-lanh

Rất khó để xác định chức năng của Kugelpanzer nhưng nhìn qua thì ta có thể phán đoán đây là một mẫu xe do thám với tấm giáp bọc và lỗ nhìn ra ngoài.Có thể động cơ được lắp phía dưới hoặc đằng sau người điều khiển radio.Một bánh xe định hướng được lắp phía sau để nối với 2 xích ở hai bên.

## Đặc tính
Đằng sau Kugelpanzer là một cần nhỏ và bánh kéo.Một vài ý kiến cho rằng đây có thể là hệ thống lái.Tuy nhiên nó chỉ giống như một cái cần kéo để giữ thăng bằng và tránh cho phần thân tăng bị ngã về hai bên do thắng.
Với thiết kế nhỏ gọn và đơn giản, Kugelpanzer có vẻ giống một chiếc xe do thám hoặc rải cáp hơn là thiết bị chiến đấu-dụng cụ đặt vũ khí.

## Sử dụng
- Đức Quốc xã
- Nhật Bản

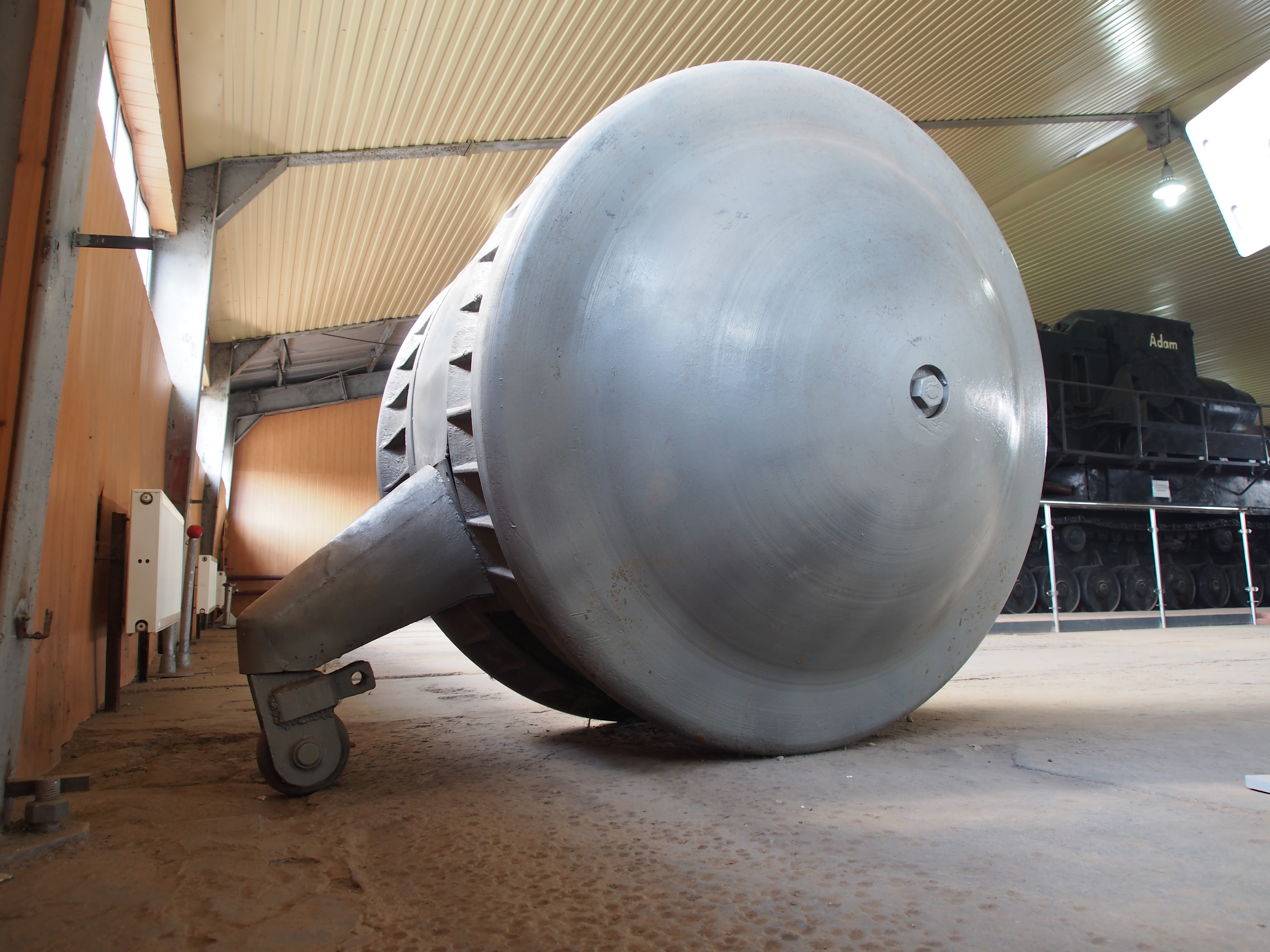

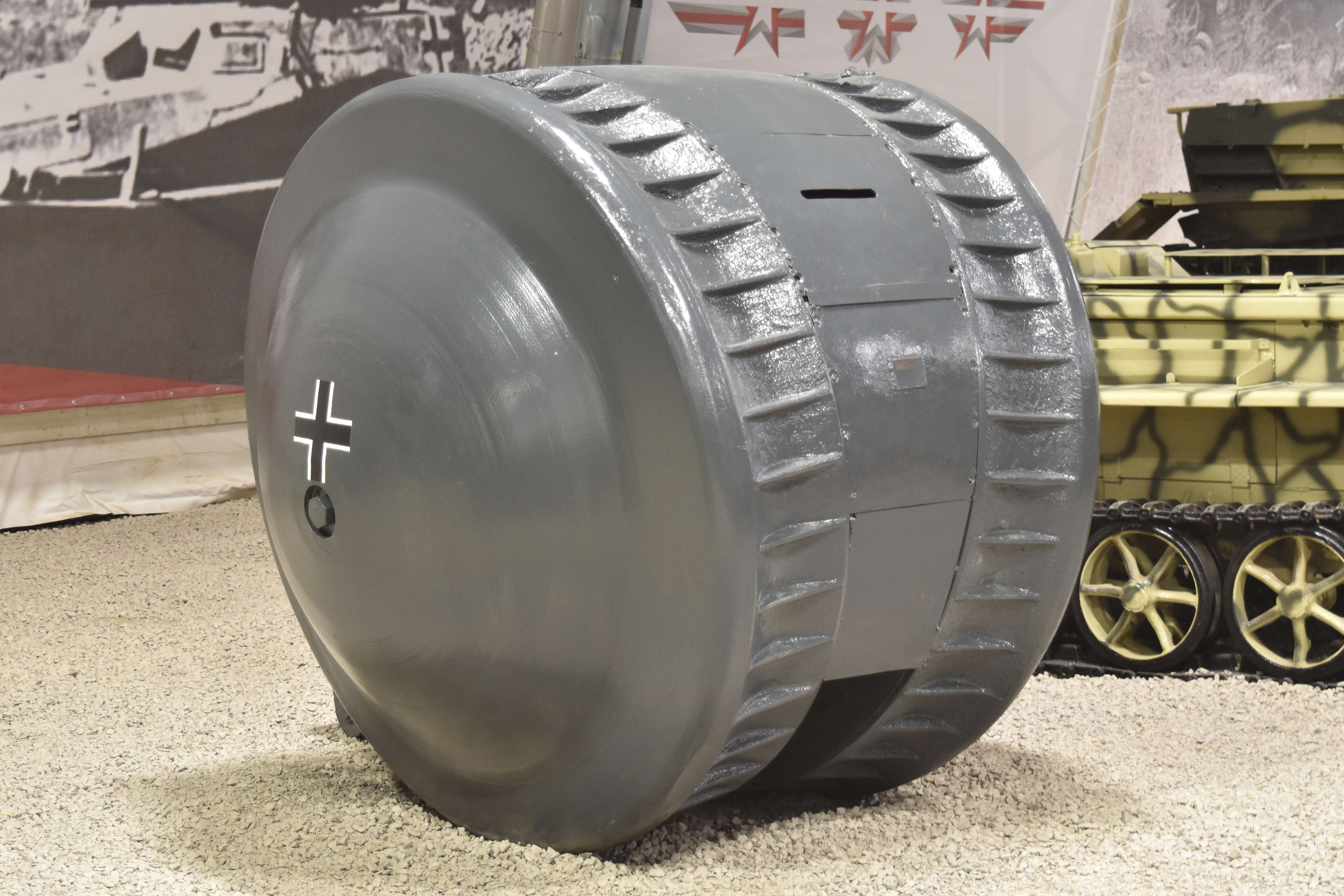

Chiếc xe bọc thép được chuyển giao cho Nhật Bản và bị quân đội Liên Xô bắt giữ vào năm 1945 tại Mãn Châu (theo các nguồn khác- bị bắt tại bãi tập Kummersdorf của Wehrmacht cùng với xe tăng siêu nặng Panzer VIII Maus). Là một mẫu thử nghiệm, không tham gia vào các trận chiến.
Chiếc xe đã được sửa đổi sau khi bị bắt, sơn lại và tháo bộ truyền động. Năm 2000, lớp sơn ban đầu đã được phục hồi.
Hiện tại, một bản sao duy nhất đã được bảo quản trong bảo tàng bọc thép ở Kubinka.